# Протестантизм на Багамских Островах
Протестантизм на Багамских Островах — крупнейшее направление христианства в стране. По данным «Энциклопедии религий» Дж. Г. Мелтона в 2010 году на Багамских Островах насчитывалось 258 тыс. протестантов. Исследование Pew Forum насчитало на Багамах 280 тыс. протестантов.

## Исторический обзор
История протестантизма на Багамах начинается в 1650 году с переселением англикан с Бермудских островов. Англикане оставались единственной деноминацией до 1780 года, когда на острова прибыл бывший раб Фрэнк Спенс, баптист по вероисповеданию. В 1790 году к нему присоединилась группа рабов-баптистов, бежавших с Флориды на открытой лодке. В 1786 году ещё один бывший раб — Джозеф Пол стал первым методистом на Багамах. В 1833 году на острова прибыли супруги Бертон, миссионеры Баптистского миссионерского сообщества. Бертоны основали более 100 церквей. 
С 1909 года на Багамах служат адвентисты. В этом же году на острова прибыли первые пятидесятнические миссионеры. Чернокожие супруги Эдмонт и Ревекка Барр вернулись на свою родину по благословению Церкви Бога. В 1923 году в Нассау была образована первая община Церкви Бога пророчеств, в 1928 году — первая Ассамблея Бога. Около 1950 года на островах появилась первая Церковь Бога во Христе.

## Современное состояние
Крупнейшей церковью Содружества Багамских Островов является Национальная баптистская миссионерская и образовательная конвенция. Конвенция объединяет 272 церкви и 75 тыс. верующих. Англиканская епархия на Багамах является частью Церковью провинции Вест-Индии и объединяет 27 тыс. верующих из 95 общин. 
Адвентисты седьмого дня насчитывают 53 церкви и 22 тыс. прихожан (в том числе 17,5 тыс. членов церкви). Методистская церковь насчитывают 16 тыс. прихожан. В стране также есть Церковь Бога (Движение святости, 10 тыс.), плимутские братья (4 тыс.), назаряне (2 тыс.), Армия Спасения (1 тыс.), пресвитериане (1 тыс.) лютеранская церковь Нассау (1 тыс.) и др.
Пятидесятники и харизматы (43 тыс.) представлены Церковью Бога (9 тыс.), Ассамблеями Бога (8,8 тыс.), Церковью Бога пророчеств (7,5 тыс.), Церковью Бога во Христе (4 тыс.), Церковью Господа Иисуса Христа апостольской веры (единственники), Объединённой пятидесятнической церковью (1 тыс.) и другими группами. С 1980 года на островах действует харизматическая Багамская миссия веры.

### Межконфессиональный диалог
В 1948 году был создан Багамский христианский совет. Совет связан с Комиссией по всемирной миссии и евангелизму и Всемирным советом церквей. Багамский христианский совет включает в себя широкий спектр протестантских церквей (англикане, баптисты, методисты, пятидесятники, адвентисты, плимутские братья, лютеране); в совет также входит Римско-католическая церковь и православная церковь.